# Золотоношка (Черкасская область)
Золотоно́шка (укр. Золотоношка) — село в Драбовском районе Черкасской области Украины.
Почтовый индекс — 19830. Телефонный код — 4738.

## Население
Население по переписи 2001 года составляло 751 человек.

### Языковой состав
Родной язык населения по данным переписи 2001 года:
| Язык       | Численность, чел. | Доля     |
| ---------- | ----------------- | -------- |
| Украинский | 744               | 99,07 %  |
| Другое     | 7                 | 0,93 %   |
| Итого      | 751               | 100,00 % |

## Местный совет
19830, Черкасская обл., Драбовский р-н, с. Золотоношка, ул. Первомайская, 52